# Koivupuisto (Karhupuisto)
Le parc du bouleau (finnois : Koivupuisto) ou parc de l'ours (finnois : Karhupuisto) est un parc du quartier Keskusta de Vaasa en Finlande.

## Présentation
Le parc de l'ours est un parc parc de jeux et de détente d'apparence douce, particulièrement apprécié des familles avec enfants.
L'architecte paysagiste américain Kurt Mayers a élaboré un plan du parc en 1987.
Le parc a un thème aquatique construit en pierre naturelle, appelé Vuoripuro. 
La statue de l'Ours en granit est l'œuvre du sculpteur Matti Visanti. 
La statue fait partie intégrante de l'ensemble de Vuoripuro.